# Midland Football Alliance
Midland Football Alliance var en engelsk fotbollsliga som täckte större delen av West Midlands och delar av East Midlands. Den bildades så sent som 1994 för att regionen skulle få en liga med högre kvalitet på fotbollen. Klubbarna som bildade ligan kom från Midland Football Combination och West Midlands (Regional) League. Båda ligorna blev matarligor till Midland Football Alliance tillsammans med Leicestershire Senior League.
2014 slogs ligan samman med Midland Football Combination och bildade Midland Football League.
Ligan låg på nivå 9 i det engelska ligasystemet och var normalt en matarliga till Southern Football League, men även till Northern Premier League.

## Mästare
| År        | Mästare          |
| --------- | ---------------- |
| 1994-95   | Paget Rangers    |
| 1995-96   | Shepshed Dynamo  |
| 1996-97   | Blakenall        |
| 1997-98   | Bloxwich Town    |
| 1998-99   | Rocester         |
| 1999-2000 | Oadby Town       |
| 2000-01   | Stourport Swifts |
| 2001-02   | Stourbridge      |
| 2002-03   | Stourbridge      |

| År      | Mästare                 |
| ------- | ----------------------- |
| 2003-04 | Rocester                |
| 2004-05 | Rushall Olympic         |
| 2005-06 | Chasetown               |
| 2006-07 | Leamington              |
| 2007-08 | Atherstone Town         |
| 2008-09 | Market Drayton Town     |
| 2009-10 | Barwell                 |
| 2010-11 | Coalville Town          |
| 2011-12 | Loughborough University |

| År      | Mästare                 |
| ------- | ----------------------- |
| 2012-13 | Loughborough University |
| 2013-14 | Stratford Town          |

### Webbkällor
Den här artikeln är helt eller delvis baserad på material från engelskspråkiga Wikipedia, Midland Football Alliance, 3 juli 2015.